# Hylotelephium erythrostictum
Hylotelephium erythrostictum là một loài thực vật có hoa trong họ Crassulaceae. Loài này được (Miq.) H. Ohba miêu tả khoa học đầu tiên năm 1977.